# Франк Милър
Франк Милър (на английски: Frank Miller) (роден на 27 януари 1957 г.) е американски художник на комикси, писател и режисьор.
Най-известен е с мрачните си комиксови филм ноар истории и графични романи, сред които са „Батман: Завръщането на Черния рицар“, „Град на греха“ и „300“.